# Голям Резен
Голям Резен е връх в планината Витоша, втори по височина след Черни връх. Разположен е източно от първенеца и северно от Скопарник и е висок 2277 m.
Голям Резен е част от вододела между Черно море и Средиземно море. Северните и източните склонове се отводняват в река Искър, която се влива в река Дунав и в Черно море. Югозападните и южните склонове се оттичат в река Матница, приток на Струма която се влива в Егейско море.
Върхът е лесно достъпен от съседния Малък Резен (2182 m), разположен на 1.2 km на изток. До района на Резньовете достигат два седалкови лифта – Романски и Академика 2. Изходен пункт е хижа Алеко. Между Голям и Малък Резен има лавиноопасен стръмен улей. Обикновено скиорите заобикалят Малкия Резен, за да достигнат ски пистите Стената или Витошко лале.
На върха е разположена радарна станция за управление на въздушния трафик и за военни цели.
Под върха се простира биосферен резерват „Бистришко бранище“.
Връх Rezen Knoll на остров Ливингстън от групата на Южните Шетландски острови e именуван на Витошките Резньове.